# Viên ngoại lang
Viên ngoại lang (員外郎, Deputy Director of the Bureau) là chức phó quan, dưới Lang trung, trong các ty Thanh lại thời Nguyễn, trật Chánh ngũ phẩm.